# Nepalees
Nepalees is een taal uit de Pahari-groep van de Indo-Arische talen. Het wordt gesproken door 11,8 miljoen mensen (2011) in Nepal en door ongeveer een miljoen mensen in delen van India. Het Nepalees wordt ook weleens Gurkhali genoemd, naar de bezetters van de Gurkha-stam, die Nepal veroverde vanaf de 16e eeuw. Het Nepalees wordt geschreven in het Devanagari-schriftsysteem.